# Atletica leggera alla XXIX Universiade - Getto del peso femminile
Il getto del peso femminile alla XXIX Universiade si è svolto dal 26 al 27 agosto 2017.

## Podio
| Oro     | Brittany Crew Canada    |
| Argento | Klaudia Kardasz Polonia |
| Bronzo  | Paulina Guba Polonia    |

## Risultati

### Qualificazioni
Si qualificano alla finale le atlete che lanciano 17,50 m Q o le dodici migliori misure q.
| Posizione | Gruppo | Atleta                | Nationalità       | #1    | #2    | #3    | Risultato | Note                                     |
| --------- | ------ | --------------------- | ----------------- | ----- | ----- | ----- | --------- | ---------------------------------------- |
| 1         | A      | Natalia Duco          | Cile              | 17.86 |       |       | 17.86     | Q,                                       |
| 2         | A      | Brittany Crew         | Canada            | 17.34 | 17.48 | 17.06 | 17.48     | q                                        |
| 3         | B      | Sara Gambetta         | Germania          | 17.33 | 17.46 | 17.07 | 17.46     | q                                        |
| 4         | B      | Paulina Guba          | Polonia           | 17.01 | 17.31 | 17.36 | 17.36     | q                                        |
| 5         | A      | Klaudia Kardasz       | Polonia           | 17.23 | x     | 16.40 | 17.23     | q                                        |
| 6         | A      | Lena Urbaniak         | Germania          | x     | 15.45 | 16.43 | 16.43     | q                                        |
| 7         | B      | Viktoryia Kolb        | Bielorussia       | 16.30 | 15.96 | 16.40 | 16.40     | q                                        |
| 8         | A      | Amelia Strickler      | Regno Unito       | x     | x     | 16.38 | 16.38     | q                                        |
| 9         | A      | María Fernanda Orozco | Messico           | 15.40 | 15.64 | 15.69 | 15.69     | q                                        |
| 10        | B      | Sarah Mitton          | Canada            | 15.56 | 15.59 | x     | 15.59     | q                                        |
| 11        | A      | Lieke Muller          | Paesi Bassi       | 14.86 | 14.17 | 15.54 | 15.54     | q                                        |
| 12        | A      | Portious Warren       | Trinidad e Tobago | 15.01 | x     | 15.50 | 15.50     | q                                        |
| 13        | A      | Giedre Kupstyte       | Lituania          | 14.90 | 15.44 | 15.11 | 15.44     |                                          |
| 14        | B      | Christine Bohan       | Stati Uniti       | 15.13 | x     | 14.78 | 15.13     |                                          |
| 15        | B      | Ieva Zarankaitė       | Lituania          | 15.11 | 14.41 | 14.30 | 15.11     |                                          |
| 16        | A      | Ischke Senekal        | Sudafrica         | 14.86 | x     | 14.83 | 14.86     |                                          |
| 17        | B      | Frida Åkerström       | Svezia            | 14.33 | 14.35 | x     | 14.35     |                                          |
| 18        | B      | Chiang Ru-ching       | Taipei Cinese     | x     | 13.82 | 14.11 | 14.11     |                                          |
| 19        | B      | Anna Mikkelsen        | Danimarca         | 13.86 | 12.92 | 12.78 | 13.86     | Miglior prestazione personale stagionale |
| 20        | B      | Kachnar Chaudhary     | India             | 12.87 | 12.31 | 12.70 | 12.87     |                                          |
| 21        | A      | Katrina Sirma         | Lettonia          | 10.95 | 10.73 | 10.94 | 10.95     |                                          |
| 22        | B      | Stephanya Gómez       | Perù              | 9.70  | x     | x     | 9.70      |                                          |
| 23        | B      | Norma Resnik          | Slovenia          | 9.46  | 8.78  | 9.59  | 9.59      | Miglior prestazione personale stagionale |
|           | A      | Dimitriana Surdu      | Moldavia          | x     | x     | x     | NM        |                                          |

### Finale
| Posizione | Atleta                | Nationalità       | #1    | #2    | #3    | #4    | #5    | #6    | Risultato | Note                                     |
| --------- | --------------------- | ----------------- | ----- | ----- | ----- | ----- | ----- | ----- | --------- | ---------------------------------------- |
|           | Brittany Crew         | Canada            | 17.74 | 17.72 | 18.00 | x     | x     | 18.34 | 18.34     |                                          |
|           | Klaudia Kardasz       | Polonia           | x     | x     | 16.73 | 16.90 | 17.71 | 17.90 | 17.90     | Miglior prestazione personale            |
|           | Paulina Guba          | Polonia           | 17.32 | x     | 17.21 | 17.23 | 17.76 | 17.36 | 17.76     |                                          |
| 4         | Natalia Duco          | Cile              | 17.09 | 17.33 | 17.73 | x     | x     | 17.63 | 17.73     |                                          |
| 5         | Sara Gambetta         | Germania          | 16.75 | 17.60 | x     | x     | x     | x     | 17.60     |                                          |
| 6         | Amelia Strickler      | Regno Unito       | 16.39 | x     | 16.63 | x     | 17.13 | 16.56 | 17.13     | Miglior prestazione personale            |
| 7         | Lena Urbaniak         | Germania          | x     | 16.68 | 16.35 | 16.08 | x     | 16.72 | 16.72     |                                          |
| 8         | Viktoryia Kolb        | Bielorussia       | 15.86 | 16.22 | 16.58 | x     | 16.04 | x     | 16.58     |                                          |
| 9         | María Fernanda Orozco | Messico           | 15.85 | 16.13 | 16.44 |       |       |       | 16.44     | Miglior prestazione personale stagionale |
| 10        | Sarah Mitton          | Canada            | 16.01 | x     | 16.32 |       |       |       | 16.32     | Miglior prestazione personale            |
| 11        | Lieke Muller          | Paesi Bassi       | 15.46 | 14.98 | x     |       |       |       | 15.46     |                                          |
| 12        | Portious Warren       | Trinidad e Tobago | x     | 13.82 | 15.03 |       |       |       | 15.03     |                                          |